# Arthur Abele
Arthur Abele (* 19. ledna 1986 Mutlangen) je německý atlet, mistr Evropy v desetiboji z roku 2018.

## Sportovní kariéra
V roce 2005 obsadil druhé místo v desetiboji na evropském juniorském šampionátu. Mezi dospělými dosáhl stejného umístění v sedmiboji o deset let později na halovém mistrovství Evropy v Praze. Jeho největším úspěchem je titul mistra Evropy v desetiboji z roku 2018.
Sportovní kariéru Abele oficiálně zakončil na atletickém ME v Mnichově ve dnech 15. a 16. 8. 2022. Desetiboj dokončil se štěstím, když byl nejdříve diskvalifikován kvůli ulitým startům v běhu na 110 metrů překážek, nakonec mu byl ale umožněn náhradní sólový běh.